# مارغريت ريان
مارغريت ريان (بالإنجليزية: Margaret Ryan)‏ هي كاتِبة بريطانية، ولدت في القرن العشرين.